# Tin Essako
Tin Essako is een gemeente (commune) in de regio Kidal in Mali. De gemeente telt 2600 inwoners (2009). Het dorp ligt op ongeveer 115 km ten oosten van de stad Kidal.